# Kizugawa
Kizugawa (jap. 木津川市 Kizugawa-shi) – miasto w Japonii, na wyspie Honsiu, w prefekturze Kioto.

## Położenie
Miasto leży w południowej części prefektury Kioto, nad rzeką Kizu. Sąsiaduje z miastami: 
- Kyōtanabe
- Nara

## Historia
Miasto powstało 12 marca 2007 roku.